# Ingrid Kopacek
Ingrid Kopacek (geboren 3. November 1962) ist eine deutsche Juristin. Sie ist seit 2006 Richterin am Bundespatentgericht in München.

## Beruflicher Werdegang
Ingrid Kopacek war bis zur Berufung an das Bundespatentgericht als Richterin kraft Auftrags 2006 Leitende Regierungsdirektorin. Am 27. April 2007 wurde sie zur Richterin am Bundespatentgericht ernannt. Zunächst war sie dort weiteres rechtskundiges Mitglied in einem Marken-Beschwerdesenat, ab 2013 auch in einem Technischen Beschwerdesenat. Da im Bundespatentgericht mehrheitlich naturwissenschaftlich ausgebildete Richter tätig sind, werden die Juristen als „rechtskundige Mitglieder“ bezeichnet.
2014 saß sie außerdem als weiteres rechtskundiges Mitglied mit halbem Pensum in einem Nichtigkeitssenat, 2015 wurde sie dort auch regelmäßige Vertreterin des Vorsitzenden.
2021 wurde sie zur Vorsitzenden Richterin in einem Juristischen Beschwerdesenat und Nichtigkeitssenat befördert.
Ingrid Kopacek wurde 2012 Mitglied der Prüfungskommission für Patentanwälte.